# Kim Kardashian
Kimberly Noel Kardashian, detta Kim (precedentemente coniugata West; Los Angeles, 21 ottobre 1980) è un personaggio televisivo, socialite, imprenditrice, produttrice televisiva, avvocato ed ex-modella statunitense.
Nel 2007 diventa protagonista, insieme alla sua famiglia, del reality show Al passo con i Kardashian, il cui successo portò alla creazione di alcuni spin-off, tra i quali spiccano Le sorelle Kardashian a New York e Le sorelle Kardashian a Miami, nonché varie iniziative imprenditoriali. La vita personale dei Kardashian divenne ben presto oggetto di grande attenzione da parte dei media.
Negli ultimi anni la sua popolarità è cresciuta anche attraverso i social media, attirando centinaia di milioni di seguaci sia su Twitter che su Instagram. A partire dal 2016 risulta essere una delle prime dieci celebrità più seguite su Instagram; al 2022, occupa l'ottava posizione. Inoltre, ha realizzato una serie di prodotti legati al suo nome tra cui, nel 2014, un gioco per cellulare, Kim Kardashian: Hollywood, una linea di abbigliamento e di prodotti di bellezza e nel 2015 un libro fotografico. Anche la sua relazione con Kanye West ha ricevuto una significativa copertura mediatica; la coppia si è sposata nel 2014 a Firenze, terminando la relazione nel 2021.
Nel 2015, la rivista Time l'ha inclusa nella lista delle cento persone più influenti del mondo, mentre nel 2016 Vogue l'ha descritta come «fenomeno della cultura pop». È stata altresì definita un «esempio lampante di personaggio che è famoso per essere famoso». Con un guadagno totale superiore ai 53 milioni di dollari Kim Kardashian è stata il personaggio di un reality più pagato del 2015. Il suo patrimonio ammonta ad oltre 1.9 miliardi di dollari.

## Biografia
Nasce il 21 ottobre 1980 a Los Angeles, in California, da Robert Kardashian e Kris Jenner, nata Houghton. Ha una sorella maggiore, Kourtney, una sorella e un fratello minori, Khloé e Robert jr.. È di origini armene da parte di padre, e scozzesi e olandesi da parte di madre.
Nel 1991, dopo il divorzio, la madre si è risposata con l'ex atleta Caitlyn Jenner, allora Bruce, vincitore del decathlon alle olimpiadi estive di Montréal del 1976.
In seguito al loro matrimonio, la Kardashian ha acquisito come fratelli acquisiti: Burton "Burt" Wiliam, Cassandra "Casey" Lynn, Brandon e Sam Brody Jenner, e due sorellastre, Kendall e Kylie Jenner, nate dal matrimonio della madre con Caitlyn.
Da adolescente ha frequentato la Marymount High School, una scuola cattolica romana femminile di Los Angeles, frequentata anche dalle sorelle Kourtney e Khloé e dal fratello Robert. Nel 1994 il padre rappresentava, quale avvocato, il giocatore O. J. Simpson durante il suo processo per omicidio. O.J. è il padrino di Kim Kardashian. Nel 2000, a diciannove anni, fugge con il produttore musicale Damon Thomas. I due si sposano, ma Thomas chiede il divorzio nel 2003. La Kardashian, dopo la loro separazione, lo ha accusato di abusi fisici ed emotivi. Sempre nel 2003, il padre di Kim muore di cancro. Durante questo periodo è diventata grande amica della stilista Paris Hilton. Prima del completamento della sua pratica di divorzio Kim ha iniziato a frequentare il cantante Ray J.
Nel 2019 ha dichiarato di essere affetta da artrite psoriasica.
Il 22 maggio 2025 si laurea in giurisprudenza presso l'Università di Harvard.

### Carriera
Conosciuta dalla cronaca rosa nordamericana come socialite, nel 2007 posa senza veli per la rivista Playboy. Sempre nello stesso anno, la casa di produzione pornografica Vivid Entertainments pubblica un sextape che la Kardashian aveva realizzato con il cantante Ray J. In seguito ha intentato una causa giudiziaria contro la Vivid, colpevole di aver pubblicato il video senza il suo consenso, causa che termina con un patteggiamento per 5 milioni di dollari di risarcimento.

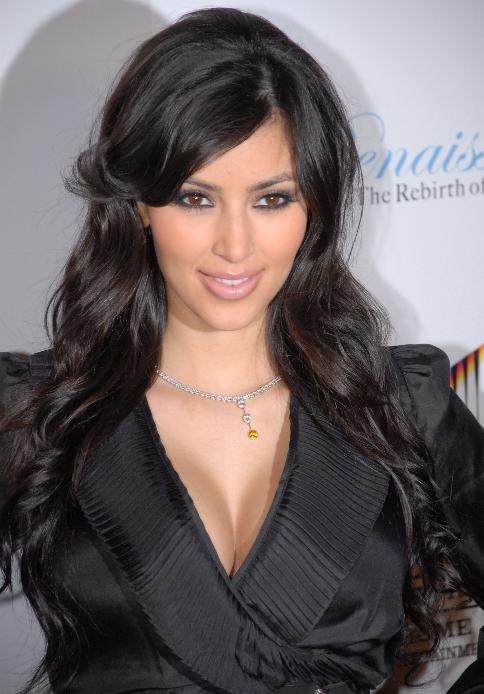
Kardashian nel 2007

Con la pubblicazione del video pornografico la Kardashian acquisisce tuttavia una grande popolarità, che accresce ulteriormente grazie al reality show Al passo con i Kardashian, che ruota intorno alla vita della famiglia Kardashian/Jenner. Dato l'ottimo successo del programma, che diventa lo show più seguito della rete televisiva E!, vengono prodotti altri tre reality show sulla famiglia Kardashian, uno dei quali, Le sorelle Kardashian a New York, vede Kim come protagonista insieme alla sorella maggiore Kourtney.
La Kardashian già aveva partecipato ad un progetto importante che era il video musicale All About U del rapper Tupac Shakur nel 1996.
Nel 2008 la Kardashian debutta al cinema con il film parodistico Disaster Movie, in cui compare interpretando un personaggio di nome Lisa. Nello stesso anno partecipa alla settima stagione del talent show Dancing with the Stars, in coppia con il ballerino statunitense Mark Ballas. La Kardashian è stata la terza concorrente ad essere eliminata. In seguito ha preso parte a serie televisive quali How I Met Your Mother, Beyond the Break e CSI: NY.

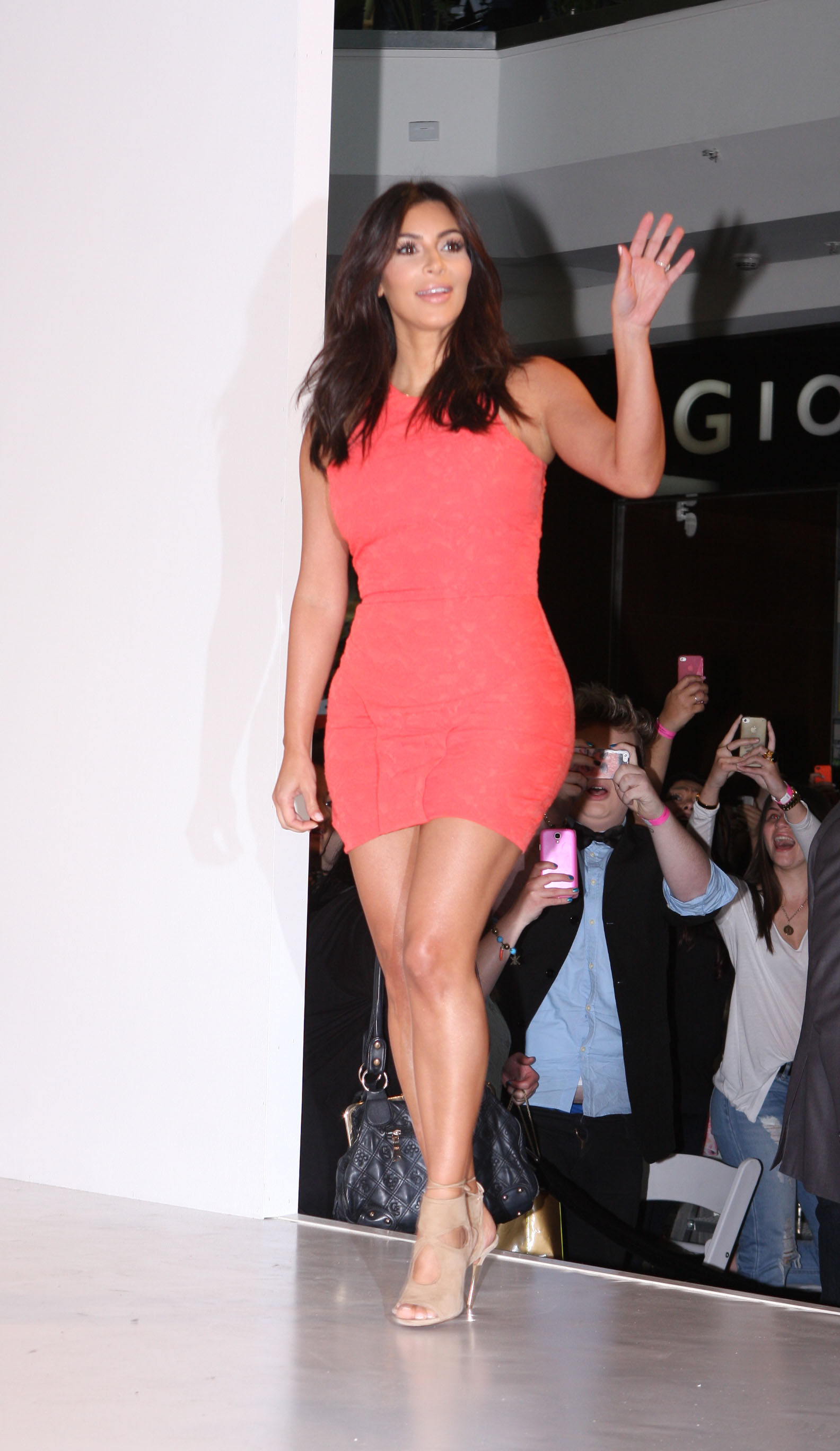
Kim Kardashian nel 2014

Nel 2010 debutta come cantante pubblicando il singolo Jam (Turn It Up), il cui ricavato è stato devoluto in beneficenza; inoltre partecipa ad un episodio della serie televisiva 90210. Nel 2012 appare in altre serie quali Drop Dead Diva, 30 Rock, L'uomo di casa e Punk'd. Nello stesso anno Forbes inserisce la Kardashian per la prima volta tra le 100 celebrità più influenti al mondo: Kim ha occupato la settima posizione, con 18 milioni di dollari guadagnati tra il maggio 2011 e il maggio 2012. Sempre lo stesso anno la succitata rivista la inserisce al secondo posto tra le attrici più pagate della televisione.
Nel luglio 2015 viene esposta al Madame Tussauds di Londra una sua statua di cera intenta a farsi un selfie, mentre lo scenario sullo sfondo cambia in continuazione, in modo che gli spettatori possano farsi una foto insieme alla statua. Su The People v. O.J. Simpson, in onda nei primi mesi del 2016, è stato rivelato che O. J. Simpson una volta ha minacciato di suicidarsi davanti alla Kardashian. A lei e alla sua famiglia però, non piaceva il modo in cui erano descritti nello show. Nel maggio 2016 ha partecipato alla serata di gala di Vogue 100 a Londra, in Inghilterra.
Il 2 ottobre 2016, mentre frequentava la settimana della moda di Parigi, è vittima di una rapina a mano armata mentre si trovava in un appartamento. Cinque individui, vestiti da agenti di polizia, l'hanno legata e imbavagliata, rubandole circa 10 milioni di dollari in gioielli. I ladri sono entrati in camera sua minacciando il portiere. Una volta entrati, le hanno puntato una pistola alla testa, legato i polsi e le gambe e avvolto nastro adesivo intorno alla bocca come bavaglio. La Kardashian, che è stata messa nella vasca da bagno, fisicamente illesa, ha affermato che in quell'istante ha pregato per la sua vita. È riuscita a liberarsi le mani, urlare e chiedere aiuto, mettendo così in fuga i ladri. Il 6 ottobre 2016 è stato rivelato che le riprese per la prossima stagione di Al passo con i Kardashian sono state messe "in attesa a tempo indeterminato" a causa della rapina. Kim ha rinviato una dimostrazione di make-up a Dubai a causa dell'incidente.
Il 13 giugno 2017 annuncia il lancio del suo brand di cosmetici, KKW Beauty, che include dei kit per il contouring, una tecnica resa famosa dalla stessa Kardashian. Il 21 giugno i kit sono stati rilasciati sul sito KKW Beauty, andando sold out in circa due ore.

#### Altre attività
Oltre all'attività televisiva Kim Kardashian è conosciuta anche per essere un'imprenditrice; infatti era comproprietaria delle boutique di famiglia Dash, ed è titolare di una linea di gioielli, abbigliamento, lingerie e profumi.
Il 23 novembre 2010 è uscito il suo primo libro autobiografico, Kardashian Konfidential, scritto con le sorelle Kourtney e Khloé. Il 1º novembre 2011 è uscito il suo primo romanzo scritto con le sorelle, intitolato Dollhouse. Il 5 maggio 2015 pubblica il libro fotografico di selfie Selfish.

## Vita privata
Nel 2000 ha sposato il produttore musicale Damon Thomas, dal quale ha divorziato nel 2004. Nel 2011 ha avuto una relazione con il giocatore della NBA Kris Humphries, che ha sposato il 20 agosto dello stesso anno con una cerimonia a Santa Barbara, in California. Il 1º novembre 2011, dopo appena 72 giorni di matrimonio, Kim ha annunciato il divorzio, sancito poi nel giugno del 2013.
Nel 2012 inizia una relazione con il rapper Kanye West, che la considerava sua musa. Il 30 dicembre 2012, durante un concerto, egli annuncia la gravidanza della compagna. Il 15 giugno 2013 nasce la loro prima figlia, North. Il 24 maggio 2014 la coppia ha celebrato le nozze a Firenze, al Forte Belvedere, con una cerimonia privata. Il 5 dicembre 2015 Kim ha dato alla luce il suo secondogenito, Saint West.. Il 15 gennaio 2018 ha avuto, tramite madre surrogata, Chicago, una bambina. Il 15 gennaio 2019 ha annunciato di stare aspettando il quarto figlio tramite madre surrogata e il 17 maggio 2019 ha annunciato la nascita di Psalm West, avvenuta il 10 maggio dello stesso anno. Nel 2021 i magazine statunitensi annunciano la separazione dal terzo marito Kanye West e, nel novembre dello stesso anno, intraprende una relazione con il comico Pete Davidson . Nell'agosto del 2022, dopo 9 mesi, la coppia si separa .

### Patrimonio
A partire da maggio 2013 il patrimonio della Kardashian venne stimato ad un valore di 45 milioni di dollari. Nel 2015 Forbes ha affermato che "i suoi guadagni sono quasi raddoppiati dai 28 del 2014, ai 53 milioni del 2015", riportando che lei "ha monetizzato la fama meglio di chiunque altro".Al 2025, il patrimonio ammonta a circa 1.9 miliardi di dollari. Gran parte del suo reddito include i guadagni della linea di intimo e abbigliamento Skims, le linee cosmetiche SKKN e KKW, prodotti abbronzanti, così come messaggi sponsorizzati sulle sue pagine Instagram e TikTok, il cui valore varia da 50.000 a 1.000.000 di dollari a post.

## Attivismo
Kim Kardashian, che si considera come "un'armena orgogliosa", ha sostenuto il riconoscimento del genocidio armeno da parte dei turchi in numerose occasioni, e ha incoraggiato il presidente Barack Obama e il governo degli Stati Uniti a prendere in considerazione il riconoscimento. Nel mese di aprile del 2015 ha viaggiato in Armenia del Nord con Kanye, Khloé e North visitando il memoriale delle vittime di Erevan. Ad aprile 2016 ha scritto un articolo sul suo sito web che condannava il Wall Street Journal a causa della pubblicazione di un annuncio che negava il genocidio armeno.
Durante un'intervista con GQ del giugno 2016, Kim ha parlato della sua passione politica dicendo: "In passato mi sono identificata come una liberale repubblicana, fiscalmente conservatrice ma socialmente progressista, ora però voto democratico, perché sono cresciuta e ho deciso di votare quello che ritengo sia meglio per me invece di quello che avrebbero votato i miei genitori". Nella stessa intervista Kim ha anche dichiarato che avrebbe votato per Hillary Clinton.
Dal 2018 si occupa di sostenere la revisione di condanne all'ergastolo per crimini collegati alla droga, collaborando con l'avvocato Brittany Barnett, fondatrice di "Buried Alive". Appoggiandosi alla legge "First Step Act", ratificata nel dicembre 2018 dal presidente Donald Trump, Kim è riuscita a far liberare numerosi detenuti condannati all'ergastolo in applicazione della cosiddetta regola "three strikes and you are out" degli anni '90. Pare sia intenzione di Kim conseguire laurea in legge per meglio proseguire in tali opere.
Nel 2021 supera l'esame per diventare avvocato e contemporaneamente riesce ad ottenere in parte la grazia per Julius Jones, un ergastolano condannato a morte.

## Filmografia

### Cinema
- Disaster Movie, regia di Aaron Seltzer e Jason Friedberg (2008)
- Ragazze da sballo (Deep in the Valley), regia di Christian Forte (2009)
- Temptation: Confessions of a Marriage Counselor, regia di Tyler Perry (2013)
- Zoolander 2, regia di Ben Stiller (2016)
- Ocean's 8, regia di Gary Ross (2018)

### Televisione
- CSI: NY – serie TV, episodio 6x11 (2009)
- Beyond the Break - Vite sull'onda (Beyond the Break) – serie TV, 4 episodi (2009)
- How I Met Your Mother – serie TV, episodio 4x12 (2009)
- 90210 – serie TV, episodio 3x01 (2010)
- L'uomo di casa (Last Man Standing) – serie TV, episodio 1x16 (2012)
- 30 Rock – serie TV, episodio 6x19 (2012)
- Drop Dead Diva – serie TV, 4 episodi (2012)
- 2 Broke Girls – serie TV, episodio 4x01 (2014)
- American Horror Story – serie TV (2023-2024)

### Doppiatrice
- American Dad! – serie animata, episodio 11x03 (2015)
- PAW Patrol - Il film (PAW Patrol: The Movie), regia di Cal Brunker (2021)
- PAW Patrol - Il super film (PAW Patrol: The Mighty Movie), regia di Cal Brunker (2023)

### Video musicali
- Thnks fr th Mmrs dei Fall Out Boy (2007)
- Jam (Turn It Up) di Kim Kardashian (2011)
- Come on a Cone di Nicki Minaj (2012)
- Bound 2 di Kanye West (2013)
- M.I.L.F. $ di Fergie (2016)
- Wolves di Kanye West (2016)
- Closed on Sunday di Kanye West (2019)
- Santa Baby di Kim Kardashian (2024)

### Crediti come produttrice
- The Spin Crowd (2010)
- Al passo con i Kardashian (2015-2021)
- Rob & Chyna (2016)
- Glam Masters (2018)
- Kim Kardashian-West: Progetto giustizia (2020)
- The Kardashians (2022-in corso)

## Programmi televisivi
- The Simple Life – reality show, 3 episodi (2006)
- Al passo con i Kardashian (Keeping Up with the Kardashians) – reality show (2007-2021)
- WrestleMania XXIV (2008) conduttrice
- Dancing with the Stars – talent show, 6 episodi (2008) concorrente
- America's Next Top Model – reality show, episodi 13x08 e 17x05 (2009, 2011) giudice
- Le sorelle Kardashian a Miami (Kourtney and Kim Take Miami) – reality show (2009-2013)
- The Apprentice – programma TV, episodio 10x09 (2010) ospite
- Project Runway – talent show, episodio 9x03 (2011) giudice
- Le sorelle Kardashian a New York (Kourtney and Kim Take New York) – reality show (2011-2012)
- Khloé & Lamar – reality show (2011-2013)
- Punk'd – programma TV, episodio 9x11 (2012)
- Le sorelle Kardashian negli Hamptons (Kourtney and Khloé Take the Hamptons) – reality show, episodi 1x03-1x05 (2014)
- Australia's Next Top Model – reality show, episodio 9x02 (2015) giudice
- I Am Cait – docuserie (2015-2016)
- Kocktails with Khloé – talk show (2016) ospite
- Non c'è bisogno di presentazioni - Con David Letterman (My Next Guest Needs No Introduction with David Letterman) – talk show (2019) ospite
- Kim Kardashian-West - Progetto giustizia (Kim Kardashian West: The Justice Project) – speciale TV (2020)
- The Kardashians – reality show (2022-in corso)
- In Vogue: The 90s – docuserie (2024)

## Discografia

### Singoli
- 2010 – Jam (Turn It Up)
- 2024 – Santa Baby

## Libri
- Kardashian Konfidential, St Martin's Press, 2010. ISBN 9780312628079
- Dollhouse, William Morrow, 2011. ISBN 9780062063847
- Selfish, Rizzoli New York, 2015. ISBN 9780789329202

## Doppiatrici italiane
Nelle versioni in italiano nelle opere in cui ha recitato, Kim Kardashian è stata doppiata da:
- Giuppy Izzo in The Kardashians, American Horror Story
- Valentina Mari in Disaster Movie
- Valentina Stredini in Temptation: Confessions of a Marriage Counselor
- Jolanda Granato in In cucina con Paris

Da doppiatrice è stata sostituita da:
- Emanuela Rossi in PAW Patrol - Il film
- Laura Di Mauro in PAW Patrol - Il super film